# Allenatori del Torino Football Club
In questa pagina sono trattati gli allenatori del Torino Football Club, società calcistica italiana con sede a Torino.

## Storia
Tra il 1906 e il 1922 Vittorio Pozzo fu a capo della Commissione Tecnica del Torino, dopo le esperienze avute in Svizzera e Gran Bretagna. Succedette a lui Francisco Mosso che diede inizio all'era degli allenatori di professione. Nei primi anni i granata si affidarono spesso a tecnici stranieri come Karl Stürmer, Peter Farmer, Imre Schoffer e Tony Cargnelli. Anche a livello giovanile vennero presto introdotti allenatori per insegnare i fondamentali ai ragazzi; tra i primi Carlo Rocca e lo stesso Sturmer. Luigi Radice è l'allenatore che per più anni ha guidato il Torino (10), vincendo lo scudetto nella stagione 1975-1976.

## Cronologia degli allenatori
Di seguito l'elenco degli allenatori del Torino dall'anno di fondazione a oggi.
- 1906-12  Vittorio Pozzo[3]
- 1912-21  Vittorio Pozzo
- 1921-22  Vittorio Pozzo,  Francesco Mosso
- 1922-24  Karl Stürmer
- 1924-26  Peter Farmer
- 1926-27  Imre Schoffer
- 1927-29  Tony Cargnelli
- 1929-30  Tony Cargnelli, Karl Stürmer
- 1930-31  Vittorio Morelli di Popolo
- 1931-32  Adolfo Baloncieri e  Giuseppe Aliberti
- 1932-33  Franz Hänsel,  Augusto Rangone
- 1933-34  Augusto Rangone,  Eugen Payer
- 1934-36   Tony Cargnelli
- 1936-38  Gyula Feldmann,  Mario Sperone
- 1938-39  Egri Erbstein,  Ignác Molnár
- 1939-40   András Kuttik e  Angelo Mattea
- 1940-42   Tony Cargnelli
- 1942-43   András Kuttik,  Antonio Janni
- 1944  Antonio Janni
- 1945-47  Luigi Ferrero
- 1947-48  Mario Sperone (allenatore),  Roberto Copernico (direttore tecnico)
- 1948-49  Leslie Lievesley (allenatore),  Egri Erbstein (direttore tecnico)
- 1949-50  Giuseppe Bigogno (allenatore),  Roberto Copernico (direttore tecnico)
- 1950-51   Felice Borel
- 1951-52  Mario Sperone,  Oberdan Ussello (allenatore),  Roberto Copernico (direttore tecnico)
- 1952-53  Oberdan Ussello (allenatore),  Roberto Copernico (direttore tecnico),  Jesse Carver (direttore tecnico)
- 1953-54  Oberdan Ussello (allenatore),  Jesse Carver (direttore tecnico),  Luigi Miconi (allenatore),  Annibale Frossi (direttore tecnico)
- 1954-56  Annibale Frossi
- 1956-57   Fioravante Baldi,  Blagoje Marjanović
- 1957-58  Blagoje Marjanović,   Fioravante Baldi
- 1958-59  Federico Allasio,  Quinto Bertoloni,  Imre Senkey
- 1959-60  Imre Senkey,  Giacinto Ellena
- 1960-62  Beniamino Santos
- 1962-63  Beniamino Santos,  Giacinto Ellena
- 1963-66  Nereo Rocco
- 1966-67  Marino Bergamasco (allenatore),  Nereo Rocco (direttore tecnico)
- 1967-69  Edmondo Fabbri
- 1969-71  Giancarlo Cadè
- 1971-73  Gustavo Giagnoni
- 1973-74  Gustavo Giagnoni,  Edmondo Fabbri
- 1974-75  Edmondo Fabbri
- 1975-79  Luigi Radice
- 1979-80  Luigi Radice,  Ercole Rabitti
- 1980-81  Ercole Rabitti,  Romano Cazzaniga
- 1981-82  Massimo Giacomini
- 1982-84  Eugenio Bersellini
- 1984-88  Luigi Radice
- 1988-89  Luigi Radice,  Claudio Sala,  Sergio Vatta
- 1989-90  Eugenio Fascetti
- 1990-94  Emiliano Mondonico
- 1994-95  Rosario Rampanti,  Nedo Sonetti
- 1995-96  Nedo Sonetti,  Franco Scoglio,  Lido Vieri
- 1996-97  Mauro Sandreani,  Lido Vieri
- 1997-98  Graeme Souness,  Edoardo Reja
- 1998-00  Emiliano Mondonico
- 2000-01  Luigi Simoni,  Giancarlo Camolese
- 2001-02  Giancarlo Camolese
- 2002-03  Giancarlo Camolese,  Renzo Ulivieri,  Renato Zaccarelli
- 2003-05  Ezio Rossi,  Renato Zaccarelli
- 2005-06  Daniele Arrigoni,  Paolo Stringara,  Gianni De Biasi
- 2006-07  Alberto Zaccheroni,  Gianni De Biasi
- 2007-08  Walter Novellino,  Gianni De Biasi
- 2008-09  Gianni De Biasi,  Walter Novellino,  Giancarlo Camolese
- 2009-10  Stefano Colantuono,  Mario Beretta,  Stefano Colantuono
- 2010-11  Franco Lerda,  Giuseppe Papadopulo,  Franco Lerda
- 2011-16  Gian Piero Ventura
- 2016-17  Siniša Mihajlović
- 2017-18  Siniša Mihajlović,  Walter Mazzarri
- 2018-19  Walter Mazzarri
- 2019-20  Walter Mazzarri,  Moreno Longo
- 2020-21  Marco Giampaolo,  Davide Nicola
- 2021-24  Ivan Jurić
- 2024-25  Paolo Vanoli
- 2025-  Marco Baroni

## Bilancio in campionato degli allenatori del Torino dal 1929
Di seguito il bilancio degli allenatori del Torino a partire dal 1929 (primo campionato a girone unico). Sono conteggiate esclusivamente le partite giocate nei campionati di Serie A e Serie B (con gli eventuali play-off ).
Dati aggiornati al 17 febbraio 2024
 S = stagioni; G = partite da allenatore; V = vittorie; N = pareggi; P = sconfitte; %V= percentuale vittorie 
| Allenatore                 | Paese       | S  | Periodo/i                    | G   | V   | N   | P  | %V    | Note   |
| -------------------------- | ----------- | -- | ---------------------------- | --- | --- | --- | -- | ----- | ------ |
| Tony Cargnelli             | Austria     | 4  | 1929-30; 1934-36; 1940-41    | 96  | 38  | 25  | 33 | 39,58 |        |
| Karl Stürmer               | Austria     | 1  | 1929-30                      | 28  | 13  | 5   | 10 | 46,43 |        |
| Vittorio Morelli di Popolo | Italia      | 1  | 1930-31                      | 34  | 14  | 8   | 12 | 41,18 |        |
| Giuseppe Aliberti          | Italia      | 1  | 1931-32                      | 34  | 14  | 9   | 11 | 41,18 |        |
| Franz Hänsel               | Austria     | 1  | 1932-33                      | 28  | 12  | 7   | 9  | 42,86 |        |
| Augusto Rangone            | Italia      | 2  | 1932-34                      | 15  | 4   | 3   | 8  | 26,67 |        |
| Eugen Payer                | Ungheria    | 1  | 1933-34                      | 25  | 7   | 9   | 9  | 28,00 |        |
| Gyula Feldmann             | Ungheria    | 2  | 1936-38                      | 48  | 20  | 18  | 10 | 41,67 |        |
| Mario Sperone              | Italia      | 3  | 1938-39; 1947-48; 1951-52    | 90  | 49  | 20  | 21 | 54,44 | [ 4 ]  |
| Angelo Mattea              | Italia      | 1  | 1939-40                      | 30  | 13  | 7   | 10 | 43,33 | [ 5 ]  |
| András Kuttik              | Ungheria    | 1  | 1941-42                      | 43  | 24  | 8   | 11 | 55,81 |        |
| Antonio Janni              | Italia      | 1  | 1943                         | 17  | 12  | 3   | 2  | 70,59 |        |
| Luigi Ferrero              | Italia      | 2  | 1945-47                      | 78  | 58  | 11  | 9  | 74,36 |        |
| Leslie Lievesley           | Inghilterra | 1  | 1948-49                      | 34  | 21  | 10  | 3  | 61,76 | [ 6 ]  |
| Oberdan Ussello            | Italia      | 4  | 1949; 1952-53; 1953-54; 1957 | 79  | 27  | 25  | 27 | 34,18 | [ 7 ]  |
| Giuseppe Bigogno           | Italia      | 2  | 1949-51                      | 76  | 26  | 19  | 31 | 34,21 | [ 8 ]  |
| Jesse Carver               | Inghilterra | 1  | 1953                         | 8   | 1   | 3   | 4  | 12,50 |        |
| Annibale Frossi            | Italia      | 2  | 1954-1956                    | 68  | 24  | 19  | 25 | 35,29 |        |
| Fioravante Baldi           | Italia      | 2  | 1956; 1958                   | 26  | 9   | 7   | 10 | 34,62 |        |
| Blagoje Marjanović         | Jugoslavia  | 2  | 1957-58                      | 38  | 15  | 11  | 12 | 39,47 |        |
| Federico Allasio           | Italia      | 1  | 1958                         | 11  | 2   | 4   | 5  | 18,18 |        |
| Quinto Bertoloni           | Italia      | 1  | 1959                         | 4   | 0   | 0   | 4  | &0,00 |        |
| Giacinto Ellena            | Italia      | 3  | 1959; 1960; 1963             | 24  | 8   | 10  | 6  | 33,33 |        |
| Imre Senkey                | Ungheria    | 1  | 1959-60                      | 52  | 19  | 23  | 10 | 36,54 |        |
| Benjamín Santos            | Argentina   | 2  | 1960-62                      | 83  | 26  | 27  | 30 | 31,33 |        |
| Nereo Rocco                | Italia      | 3  | 1963-67                      | 136 | 44  | 60  | 32 | 32,35 |        |
| Marino Bergamasco          | Italia      | 1  | 1966-67                      | 34  | 10  | 18  | 6  | 29,41 | [ 9 ]  |
| Edmondo Fabbri             | Italia      | 3  | 1967-69; 1974-75             | 101 | 39  | 37  | 25 | 38,61 |        |
| Giancarlo Cadè             | Italia      | 2  | 1969-71                      | 60  | 17  | 22  | 21 | 28,33 |        |
| Gustavo Giagnoni           | Italia      | 3  | 1971-74                      | 79  | 33  | 26  | 20 | 41,77 |        |
| Luigi Radice               | Italia      | 10 | 1975-80; 1984-88             | 268 | 112 | 100 | 56 | 41,79 | [ 10 ] |
| Ercole Rabitti             | Italia      | 1  | 1980-81                      | 30  | 13  | 11  | 6  | 43,33 |        |
| Romano Cazzaniga           | Italia      | 1  | 1981                         | 11  | 1   | 4   | 6  | 9,09  |        |
| Massimo Giacomini          | Italia      | 1  | 1981-82                      | 30  | 8   | 11  | 11 | 26,67 |        |
| Eugenio Bersellini         | Italia      | 2  | 1982-84                      | 60  | 20  | 23  | 17 | 33,33 |        |
| Claudio Sala               | Italia      | 1  | 1988-89                      | 20  | 4   | 7   | 9  | 20,00 |        |
| Sergio Vatta               | Italia      | 1  | 1989                         | 5   | 2   | 1   | 2  | 40,00 |        |
| Eugenio Fascetti           | Italia      | 1  | 1989-90                      | 38  | 19  | 15  | 4  | 50,00 |        |
| Emiliano Mondonico         | Italia      | 6  | 1990-94; 1998-00             | 208 | 73  | 78  | 57 | 35,10 |        |
| Rosario Rampanti           | Italia      | 1  | 1994                         | 3   | 1   | 0   | 2  | 33,33 |        |
| Lido Vieri                 | Italia      | 3  | 1994; 1996; 1997             | 21  | 5   | 6   | 10 | 23,81 |        |
| Nedo Sonetti               | Italia      | 1  | 1994-95                      | 42  | 12  | 13  | 17 | 28,57 |        |
| Franco Scoglio             | Italia      | 1  | 1995-96                      | 12  | 3   | 6   | 5  | 25,00 |        |
| Mauro Sandreani            | Italia      | 1  | 1996-97                      | 28  | 11  | 8   | 9  | 39,29 |        |
| Graeme Souness             | Scozia      | 1  | 1997                         | 6   | 2   | 1   | 3  | 33,33 |        |
| Edoardo Reja               | Italia      | 1  | 1997-98                      | 32  | 15  | 10  | 7  | 46,88 |        |
| Luigi Simoni               | Italia      | 1  | 2000                         | 8   | 2   | 3   | 3  | 25,00 |        |
| Giancarlo Camolese         | Italia      | 4  | 2000-02; 2009                | 78  | 34  | 18  | 26 | 43,59 |        |
| Renato Zaccarelli          | Italia      | 3  | 2002; 2003; 2005             | 13  | 8   | 0   | 5  | 61,54 |        |
| Renzo Ulivieri             | Italia      | 1  | 2002-03                      | 16  | 1   | 6   | 9  | &6,25 |        |
| Giacomo Ferri              | Italia      | 1  | 2003                         | 6   | 0   | 2   | 4  | &0,00 |        |
| Ezio Rossi                 | Italia      | 2  | 2003-05                      | 86  | 33  | 28  | 25 | 38,37 |        |
| Daniele Arrigoni           | Italia      | 0  | 2005                         | 0   | 0   | 0   | 0  | —     |        |
| Paolo Stringara            | Italia      | 0  | 2005                         | 0   | 0   | 0   | 0  | —     |        |
| Gianni De Biasi            | Italia      | 3  | 2005-06; 2007; 2008          | 81  | 33  | 20  | 28 | 40,74 |        |
| Alberto Zaccheroni         | Italia      | 1  | 2006-07                      | 24  | 5   | 7   | 12 | 20,83 |        |
| Walter Novellino           | Italia      | 2  | 2007-08; 2008-09             | 47  | 8   | 22  | 17 | 17,02 |        |
| Stefano Colantuono         | Italia      | 1  | 2009-10                      | 41  | 19  | 12  | 10 | 46,34 |        |
| Mario Beretta              | Italia      | 1  | 2009-10                      | 5   | 1   | 1   | 3  | 20,00 |        |
| Franco Lerda               | Italia      | 1  | 2010-11                      | 40  | 15  | 13  | 12 | 37,50 |        |
| Giuseppe Papadopulo        | Italia      | 1  | 2011                         | 2   | 0   | 0   | 2  | &0,00 |        |
| Gian Piero Ventura         | Italia      | 5  | 2011-16                      | 194 | 73  | 60  | 61 | 37,63 |        |
| Siniša Mihajlović          | Serbia      | 2  | 2016-18                      | 57  | 18  | 24  | 15 | 31,58 |        |
| Walter Mazzarri            | Italia      | 3  | 2018-20                      | 78  | 32  | 23  | 24 | 41,03 |        |
| Moreno Longo               | Italia      | 1  | 2020                         | 16  | 3   | 4   | 9  | 18,75 |        |
| Marco Giampaolo            | Italia      | 1  | 2020-21                      | 18  | 2   | 7   | 9  | 11,11 |        |
| Davide Nicola              | Italia      | 1  | 2021                         | 20  | 5   | 9   | 6  | 25,00 |        |
| Ivan Jurić                 | Croazia     | 3  | 2021-                        | 111 | 36  | 31  | 33 | 32,43 |        |

Fonte:Colombero, Pacifico, pp. 252-253, archiviotoro.it

## Trofei per allenatore
| Allenatore         | Paese       | Scudetto       | Coppa Italia |
| ------------------ | ----------- | -------------- | ------------ |
| Tony Cargnelli     | Austria     | (1928)         | (1936)       |
| Antonio Janni      | Italia      | (1943)         | (1943)       |
| Luigi Ferrero      | Italia      | (1946), (1947) |              |
| Mario Sperone      | Italia      | (1948)         |              |
| Leslie Lievesley   | Inghilterra | (1949)         |              |
| Edmondo Fabbri     | Italia      |                | (1968)       |
| Beniamino Cancian  | Italia      |                | (1971)       |
| Luigi Radice       | Italia      | (1976)         |              |
| Emiliano Mondonico | Italia      |                | (1993)       |

Fonte: Colombero, Pacifico, p. 243, archiviotoro.it